# Gouden Helm
Gouden Helm – indywidualny turniej żużlowy rozgrywany w Belgii latach 1981-1991 na torach w Heusden-Zolder i Genk oraz ponownie od 2005 na torze w Heusden-Zolder.

## Lata 1981-1991

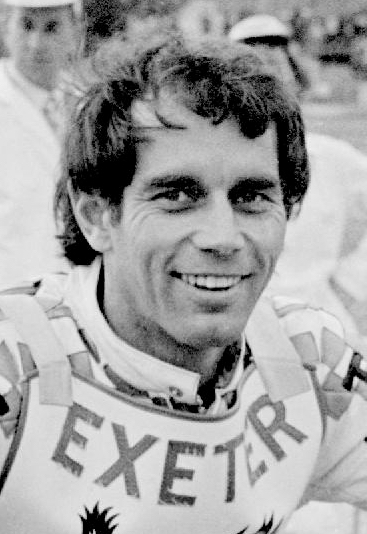
Ivan Mauger wygrał Gouden Helm w 1984 roku

Impulsem do rozegrania turnieju było powstanie sekcji żużlowej przy klubie motocyklowym AMC Bolderberg oraz ułożenie nowej nawierzchni na torze żużlowym Helzoldstadion. Pierwszą edycję turnieju w 1981 roku wygrał Wilfried Hendrickx, sukces ten udało mu się powtórzyć rok później. Zawody w 1984 roku wygrał Nowozelandczyk Ivan Mauger. W latach 1989–1991 turniej był rozgrywany na torze w Genk.

## Gouden Helm współcześnie
W 2005 roku Belgijski Komitet Żużlowy zdecydował o reaktywacji turnieju, w jedynym belgijskim ośrodku żużlowym w Heusden-Zolder. Zawody wygrał Szwed, Sebastian Aldén. Od 2009 roku zawody organizowane są przez SpeedwayClub Helzold.
| Rok  | 1. miejsce                                          | 2. miejsce                                          | 3. miejsce                                          | Źr.    |
| ---- | --------------------------------------------------- | --------------------------------------------------- | --------------------------------------------------- | ------ |
| 2005 | Sebastian Aldén                                     | Martin Smolinski                                    | Christian Hefenbrock                                | [ 3 ]  |
| 2009 | Benjamin Borgers                                    | Arne Ledwig                                         | Alessandro Novello                                  | [ 4 ]  |
| 2010 | Peter Juul Larsen                                   | Milen Manew                                         | Nick Lourens                                        | [ 5 ]  |
| 2011 | Max Dilger                                          | David Bellego                                       | Jannick de Jong                                     | [ 6 ]  |
| 2012 | Peter Juul Larsen                                   | Andrij Kobrin                                       | Kyle Newman                                         | [ 7 ]  |
| 2013 | Kyle Newman                                         | Krzysztof Pecyna                                    | Piotr Dziatkowiak                                   | [ 8 ]  |
| 2014 | Kyle Newman                                         | Valentin Grobauer                                   | Xavier Muratet                                      | [ 9 ]  |
| 2015 | Nick Lourens                                        | Daniel Gappmaier                                    | Mike Trzensiok                                      | [ 10 ] |
| 2016 | Lasse Fredriksen                                    | Mark Beyer                                          | Romano Hummel                                       | [ 11 ] |
| 2017 | Max Clegg                                           | Jevgeņijs Kostigovs                                 | Peter Karger                                        | [ 12 ] |
| 2018 | Mark Beyer                                          | Christian Thaysen                                   | Henrik Bergström                                    | [ 13 ] |
| 2019 | Jevgeņijs Kostigovs                                 | Ben Barker                                          | Matias Nielsen                                      | [ 14 ] |
| 2020 | Turniej został odwołany z powodu pandemii COVID-19. | Turniej został odwołany z powodu pandemii COVID-19. | Turniej został odwołany z powodu pandemii COVID-19. | [ 15 ] |
| 2021 | Turniej został odwołany z powodu pandemii COVID-19. | Turniej został odwołany z powodu pandemii COVID-19. | Turniej został odwołany z powodu pandemii COVID-19. | [ 16 ] |
| 2022 | Daniel Gappmaier                                    | Jevgeņijs Kostigovs                                 | Mark Beyer                                          | [ 17 ] |
| 2023 | Stefan Nielsen                                      | Daniel Gappmaier                                    | Nicklas Aagaard                                     | [ 18 ] |
| 2024 | Sebastian Kössler                                   | Mika Meijer                                         | Theo Pijper                                         | [ 19 ] |